# 1232 en santé et médecine
| Années de la santé et de la médecine : 1229 - 1230 - 1231 - 1232 - 1233 - 1234 - 1235    |
| Décennies de la santé et de la médecine : 1200 - 1210 - 1220 - 1230 - 1240 - 1250 - 1260 |

Cet article présente les faits marquants de l'année 1232 en santé et médecine.

## Événements

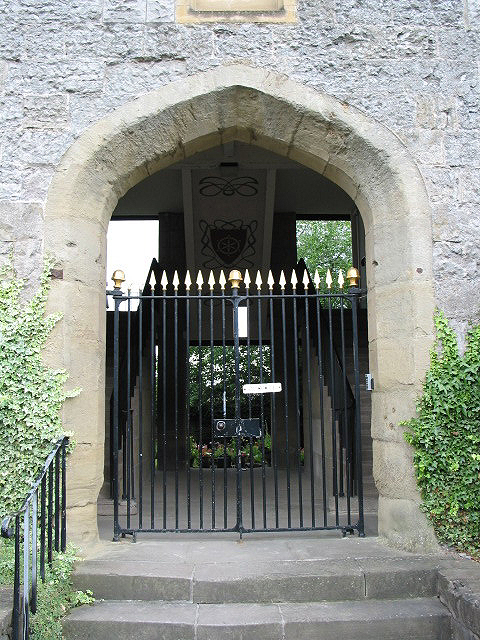
Ledbury
St. Katherine's Hospital

- L'hôpital Sainte-Catherine d'Esslingen dans le Wurtemberg, comté du Saint-Empire, où sont reçus à la fois les indigents, les voyageurs, les femmes nécessiteuses sur le point d'accoucher, les orphelins ou les malades, donne l'exemple le plus courant d'un hôpital sans spécialité, les maladreries faisant exception[1].
- Les chevaliers teutoniques ouvrent un hôtel-Dieu à Sarrebourg, alors vassale de l'évêque de Metz, prince du Saint-Empire[2].
- Agnès de Bohême fonde à Prague, au bord de la Vltava, un hôpital administré en son nom par une confrérie masculine qui est à l'origine de l'ordre des Croisiers « à l'étoile rouge[3] ».
- Première mention de l'hospice des Filles-Dieu de Chartres, institution destinée à l'accueil des prostituées repenties, et peut-être fondée par l'évêque Gautier[4],[5].
- Raymond V de Montpezat, abbé de Moissac, fonde un hôpital au lieu-dit La Pointe, dans la paroisse Saint-Pierre de  Boudou, au confluent du Tarn et de la Garonne[6].
- Fondation de l'hôpital Sainte-Catherine (St. Katherine's Hospital) de Ledbury par Hugh Foliot (en), évêque de Hereford[7].
- Fondée en 1209, la maison-Dieu de Troissy, dans le comté de Champagne,  est transformée par le chevalier Philippe de Mécringes, avec l'autorisation du comte de Saint-Pol, Hugues 1er de Châtillon, en une abbaye que le pape Grégoire IX confiera aux sœurs de Citeaux en 1237[8].
- Après 1232 : un hôpital consacré à saint Nicolas est attesté à Boharm (en), dans le Strathspey  en Écosse[9].

## Publication
- 1231-1232 : Jacob Anatoli (en) (c.1194-1256), médecin juif de Marseille, achève sa traduction de l'arabe en hébreu de L'Art de la parole, commentaires par Averroès de la Logique d'Aristote et de l'Introduction aux Catégories d'Aristote de Porphyre[10].

## Personnalité
- Vers 1232 : fl. Matilde la Leche, guérisseuse dont la clientèle, à Wallingford, dans le Berkshire[11], est certainement aisée[12].

## Naissance
- Vers 1232 : Raymond Lulle (mort en 1315), philosophe, théologien et poète espagnol, auteur d'un ouvrage de médecine (Liber principiorum medicinae, 1274[13]), et du Testament de l'art chimique universel qui aborde, parmi d'autres  sujets de médecine ou de pharmacologie, la question des vertus thérapeutiques de l'alcool.

## Décès
- Après 1232 : Michel Scot (né vers 1175), philosophe, médecin, alchimiste et astrologue écossais, traducteur des commentaires d'Averroès sur les ouvrages d'Aristote.